# Стройновский, Валериан
Валериан Бенедиктович Стржемень-Стройновский (1753—1834) — граф, сенатор, тайный советник, писатель.
Брат Иеронима Бенедикта Стройновского, родился в Ходачкове (Кременецкого уезда, на Волыни). Образование получил в польских учебных заведениях, после чего посвятил себя юридической карьере. Своей деятельностью он приобрел влияние в своей провинции и пользовался доверием и милостью короля Станислава-Августа. Последний вел с ним частую и оживленную переписку, наградил его многими орденами и званием «подкоморьего земли русской».
Будучи избран депутатом четырехлетнего сейма, в многочисленных своих речах обнаружил недюжинный ораторский талант и явился защитником «нового устава» (конституции). После падения Речи Посполитой, Стройновский переехал в Петербург, где вступил на русскую службу, причем пользовался покровительством Сперанского. За время службы получил графское достоинство, звание сенатора и дослужился до чина тайного советника (27.08.1811).
Написал на польском языке следующие юридическо-экономические исследования, в свое время пользовавшиеся известностью: «Duch prawa, o bankrutswach i dawnosci ziemskiégo» (Luck, 1808); «О ugodach dziedzicòw z wloscianami» (Wilna, 1808); «Ekonomija powszechna krajowa narodow» (Warszawa, 1816). Последние две работы переведены В. Анастасевичем на русский язык, первая под заглавием «Об условии крестьян с помещиками» (Вильна, 1809 г.) и вторая — «Всеобщая экономия народов» (СПб. , 1817 г). с 28 августа 1811 года повелено присутствовать в I отделении 3 департамента Правительствующего Сената.
С 9 ноября 1812 г. разрешено присутствовать в межевом департаменте Правительствующего Сената.

## Семья
В первом браке родилась дочь Валерия (1782—1849), ставшая впоследствии женой графа Яна Феликса Тарновского.
2-й брак (с 1819) — Екатерина Александровна Буткевич (1799/1800-1867), дочь генерал-лейтенанта Александра Дмитриевича Буткевича (1759—1832) и его второй жены Марии Семеновны, урожд. Бинкевич.
Дочь — Ольга Валериановна Стройновская (1823/4-1853), в замуж. Багратион-Имеретинская. Её муж (с 1842 года) — Багратион-Имеретинский Дмитрий Георгиевич. Похоронена на Лазаревском кладбище Свято-Троицкой Александро-Невской лавры.
Внуки:
- Александр Дмитриевич, светлейший князь Багратион-Имеретинский
- Дмитрий Дмитриевич светлейший князь Багратион-Имеретинский.